# Léonce Curnier
Pour les articles homonymes, voir Curnier (homonymie).
Léonce Curnier est un homme politique français né le 22 novembre 1813 à Nîmes (Gard) et mort le 29 juin 1894 à Paris. 

## Mandats
- Conseiller de l'arrondissement de Nîmes
- Député du Gard (1852-1853)

## Fonction
- Président du Tribunal de commerce de Nîmes[Quand ?]

## Distinction
- Chevalier de la Légion d'honneur

## Ouvrages
- Le Cardinal de Retz et son temps, étude historique et littéraire (2 vol.)

## Sources
- « Léonce Curnier », dans Adolphe Robert et Gaston Cougny, Dictionnaire des parlementaires français, Edgar Bourloton, 1889-1891 [détail de l’édition]